# Петер Віттіг
Петер Віттіг (нім. Peter Wittig; 11 серпня 1954, Бонн, Німеччина) — німецький дипломат. Надзвичайний і Повноважний посол ФРН в США (з 2014).

## Життєпис
Народився у 1954 році в Бонні. Після школи вивчав історію, політологію та право в Боннському університеті, Кентський університет у Великій Британії і в Оксфордському університеті. У 1982 році він захистив дисертацію на тему "Англійська шлях до соціалізму: фабіанці і їх значення для лейбористської партії і британської політики". У період з 1979 по 1982 роки Віттіг був доцентом Фрайбурзького університету, і писав статті на тему історії ідей і зовнішньої політики.
У 1982 році Віттіг почав роботу на дипломатичній службі ФРН. Першим призначенням після дипломатичних курсів стало посольство ФРН в Іспанії, за цим була робота в постійному представництві Німеччини при ООН і робота особистим помічником міністра закордонних справ Німеччини Клауса Кінкеля.
У 1997 році Віттіг був відправлений послом в Ліван, а в 1999 - на Кіпр. У 2002 році він став заступником директора відділу для ГО міністерства закордонних справ, керівництво якого він пізніше взяв на себе. У 2006 році здійснив разом з міністром закордонних справ Франком Вальтером Штайнмайером візит до Лівану, з метою визначити політику по відношенню до ключових проблем цього регіону.
У 2009 очолив представництво Німеччини при ООН. У липні 2011 року і вересні 2012 головував в Раді Безпеки ООН. Велику увагу приділяв проблемам навколишнього середовища, прав людини і Близького Сходу.
Віттіг здобув популярність в 2009 році, коли за вказівкою уряду утримався при голосуванні в РБ ООН про введення безполітної зони в Лівії. Прийнята тоді в Раді Безпеки резолюція відкрила шлях до військової операції Заходу щодо Лівії.
У 2014 році був призначений послом в США, переїхав з Нью-Йорку до Вашингтону.